# ایستگاه متروی هارو جنوبی
ایستگاه مترو هارو جنوبی (انگلیسی: South Harrow tube station) یکی از ایستگاه‌های خط پیکدیلی متروی لندن است.
این ایستگاه که درمنطقه هارو لندن قرار دارد در سال ۱۹۰۳ میلادی تأسیس شده است.